# Prionomastix montana
Prionomastix montana är en stekelart som beskrevs av Prinsloo 1986. Prionomastix montana ingår i släktet Prionomastix och familjen sköldlussteklar. Inga underarter finns listade i Catalogue of Life.